# Molybdopygus
Molybdopygus es un género extinto de terápsidos dinocéfalos que vivieron en el período Pérmico medio (Tatariano inferior) en lo que ahora es Rusia. Sus fósiles se han encontrado en Kírov, Rusia europea.